# Rysslands herrlandslag i ishockey
Rysslands herrlandslag i ishockey representerar Ryssland i ishockey på herrsidan. Ryssland är, tillsammans med sitt företrädarlag Sovjetunionen, världens framgångsrikaste ishockeylandslag med 27 VM-titlar (varav 22 som Sovjetunionen) och 9 OS-titlar (varav 8 som Sovjetunionen/OSS).
Laget ersatte 1992–1993 det då upplösta Sovjetunionen efter en övergångsperiod under namnet OSS som deltog i vinter-OS 1992 och där vann guld. Ryssland spelade sin första landskamp den 12 april 1992, och spelade då 2–2 mot Sverige i Moskva
Rysslands ishockeylandslag kunde under de första åren efter Sovjetunionens upplösning inte dominera den internationella ishockeyn som Sovjetunionen, vilket till stora delar berodde på att de bästa spelarna numera fanns i NHL, och därmed inte alltid var tillgängliga för landslagsspel.
I samband med Rysslands invasion av Ukraina i februari 2022 beslutade sig International Ice Hockey Federation för att stänga av Ryssland och Belarus från allt internationellt spel på obestämd tid.

## Ryssland i olympiska spelen

### Ryssland 1994 - 2014
1998 vann Ryssland OS-silver i Nagano, Japan, efter finalförlust mot Tjeckien med 0-1 vilket var lagets dittills bästa OS-resultat någonsin.
2002 vann Ryssland OS-brons i Salt Lake City efter förlust i semifinalen mot USA med 2-3 och sedan seger i bronsmatchen mot Vitryssland med 7-2. Förbundskapten ("lagledare") var den gamla storspelaren Vjatjeslav Fetisov. I laget återfanns storstjärnor som Aleksej Jasjin, Pavel Bure, Pavel Datsjuk och veteranen Igor Larionov. Lagkapten var Sergej Fedorov.
I OS i Turin 2006 förlorade Ryssland i semifinalen mot Finland med 0-4, och sedan även i bronsmatchen mot Tjeckien med 0-3, och slutade på 4:e plats. Under turneringen visade Ryssland prov på bra spel. De hade en av turneringens mest uppmärksammade spelare i Aleksandr Ovetjkin.
Det blev ingen medalj vid turneringen 2010, Ryssland förlorade sin kvartsfinal mot slutsegraren Kanada.
I OS på hemmaplan 2014 förlorade Ryssland sin kvartsfinal mot Finland och slutade som femma i turneringen. 

### Ryska spelare under OS-flagg 2018
2018 deltog inte Ryssland, eftersom landet var diskvalificerat på grund av dopning. Ryska ishockeyspelare spelade under OS-flagg  som OAR (Olympic Athletes from Russia) och vann OS-guld i Pyeongchang, Sydkorea, efter finalseger mot Tyskland med 4-3 efter att ha kvitterat till 3-3 med bara 56 sekunder kvar av ordinarie speltid och sedan genom sudden death i förlängningen.

## Ryssland i världsmästerskap
Ryssland vann VM 1993 i Tyskland efter finalseger mot Sverige med 3-1. I VM 2002 i Sverige vann Ryssland silver efter finalförlust mot Slovakien med 4-3. I VM 2008 i Kanada vann Ryssland sin andra VM-titel efter en helt magnifik final där de finalbesegrade värdnationen med 5-4 efter sudden death, den stora matchvinnaren blev Ilya Kovalchuks uppvisning. I VM i Schweiz året därpå finalbesegrade Ryssland återigen Kanada och vann sin tredje VM-titel, den här gången blev matchvinnaren Alexander Radulov som med ett av de finaste målen i turneringen slog in 2-1 målet, som sedan kom att bli segermålet, Ilya Kovalchuk motsvarade detta år allas förväntningar och vann MVP-priset.
I VM 2012 i Finland vann Ryssland sin fjärde VM-titel efter finalseger mot Slovakien med 6-2. Ryssen Malkin gjorde sista målet. Två år senare vann Ryssland sin femte och senaste VM-titel i Vitryssland efter finalseger mot Finland med 5-2. Året därpå i Tjeckien vann Ryssland VM-silver efter finalförlust mot Kanada med 1-6.

## Profiler

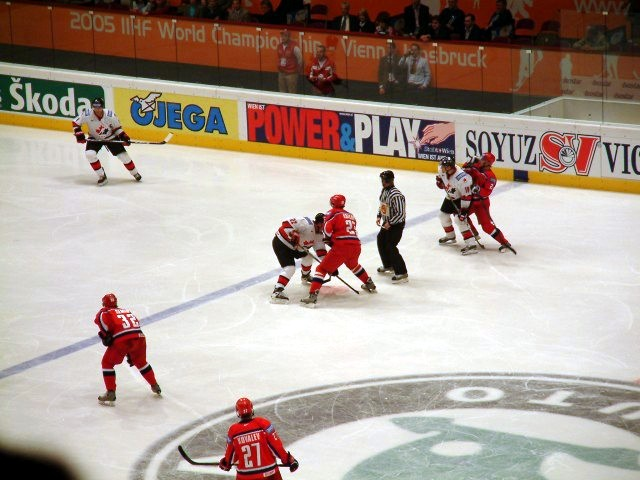
Ryssland-Kanada under världsmästerskapet 2005 i Österrike.

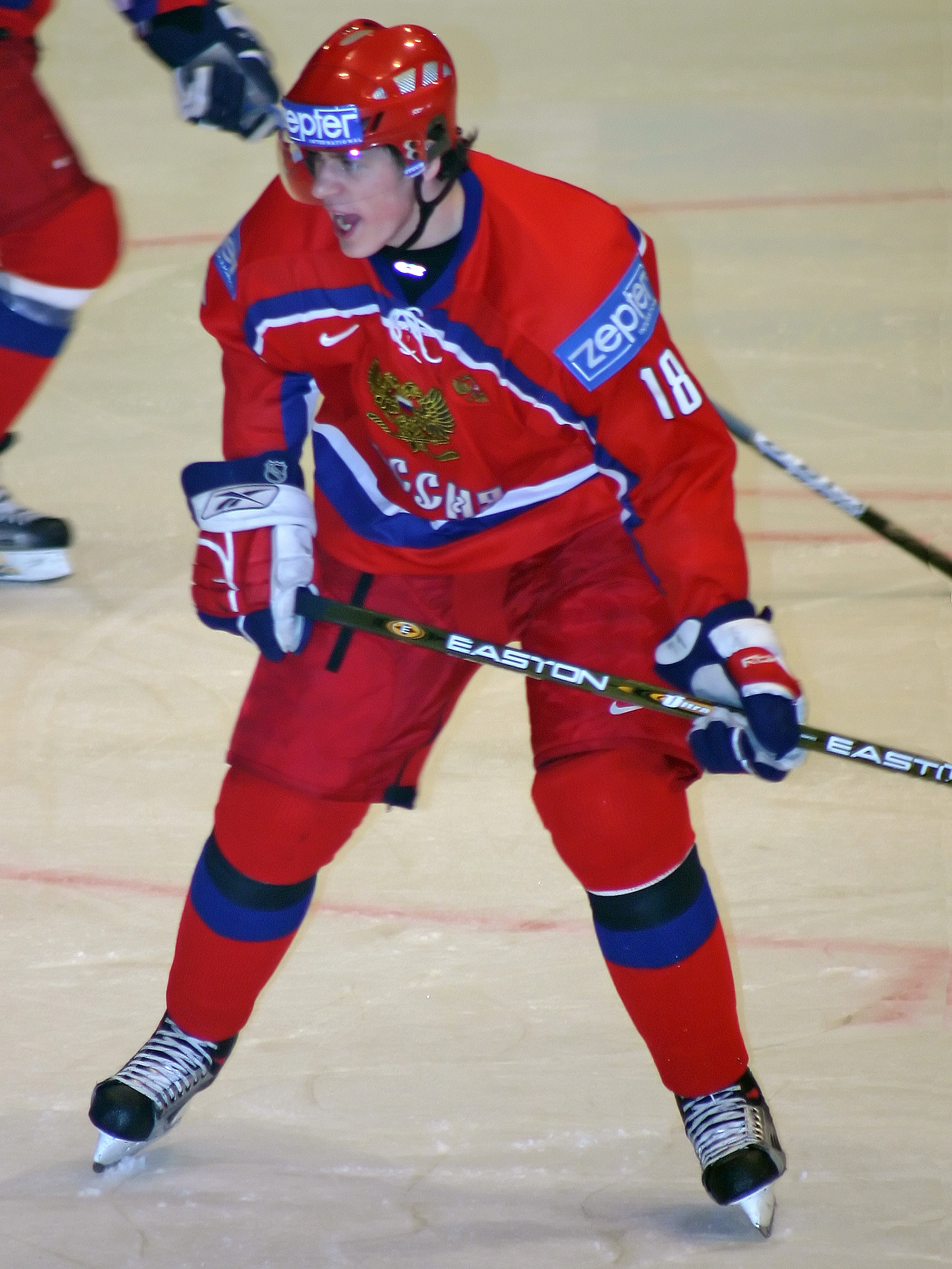
Jevgenij Malkin

- Pavel Bure
- Pavel Datsjuk
- Sergej Fjodorov
- Sergej Gontjar
- Nikolaj Chabibulin
- Ilja Kovaltjuk
- Aleksej Kovaljov
- Jevgenij Malkin
- Aleksandr Ovetjkin
- Aleksej Jasjin
- Sergej Zubov
- Evgeni Nabokov

## Spelare 2008/2009
| Målvakter            | Målvakter        | Målvakter | Målvakter            | Målvakter | Målvakter | Målvakter | Målvakter | Målvakter | Målvakter |
| Namn                 | Hemstad          | Debut     | Klubb                | GP        | W         | L         | T         | GAA       | SV%       |
| -------------------- | ---------------- | --------- | -------------------- | --------- | --------- | --------- | --------- | --------- | --------- |
| Jevgenij Nabokov     | Öskemen          |           | San Jose Sharks      |           |           |           |           |           |           |
| Aleksandr Jerjomenko | Moskva           |           | Salavat Julajev Ufa  |           |           |           |           |           |           |
| Michail Birjukov     | Jaroslavl        |           | Dynamo Moskva        |           |           |           |           |           |           |
| Försvarare           |                  |           |                      |           |           |           |           |           |           |
| Namn                 | Hemstad          | Debut     | Klubb                | MP        | M         | A         | POÄ       | +/-       | PIM       |
| Ilja Nikulin         | Moskva           |           | Ak Bars Kazan        |           |           |           |           |           |           |
| Dmitrij Vorobjev     | Togliatti        |           | HK Lada Toljatti     |           |           |           |           |           |           |
| Dmitrij Kalinin      | Tjeljabinsk      |           | Buffalo Sabres       |           |           |           |           |           |           |
| Konstantin Kornejev  | Moskva           |           | CSKA Moskva          |           |           |           |           |           |           |
| Denis Grebesjkov     | Jaroslavl        |           | Edmonton Oilers      |           |           |           |           |           |           |
| Vitalij Prosjkin     | Moskva           |           | Salavat Julajev Ufa  |           |           |           |           |           |           |
| Fjodor Tiutin        | Izjevsk          |           | New York Rangers     |           |           |           |           |           |           |
| Andrej Markov        | Voskresensk      |           | Montreal Canadiens   |           |           |           |           |           |           |
| Danny Markov         | Moskva           |           | Dynamo Moskva        |           |           |           |           |           |           |
| Anfallare            |                  |           |                      |           |           |           |           |           |           |
| Namn                 | Hemstad          | Debut     | Klubb                | MP        | M         | A         | POÄ       | +/-       | PIM       |
| Aleksandr Ovetjkin   | Moskva           | 2004      | Washington Capitals  | 48        | 25        | 15        | 40        |           | 55        |
| Sergej Moziakin      | Jaroslavl        |           | Atlant Moskva        |           |           |           |           |           |           |
| Konstantin Gorovikov | Novosibirsk      |           | SKA Sankt Petersburg |           |           |           |           |           |           |
| Danis Zaripov        | Tjeljabinsk      |           | Ak Bars Kazan        |           |           |           |           |           |           |
| Alexej Teresjtjenko  | Mozjajsk         |           | Salavat Julajev Ufa  |           |           |           |           |           |           |
| Aleksandr Siomin     | Krasnojarsk      |           | Washington Capitals  |           |           |           |           |           |           |
| Sergej Fjodorov      | Pskov            |           | Washington Capitals  |           |           |           |           |           |           |
| Maksim Susjinskij    | Sankt Petersburg | 1999      | SKA Sankt Petersburg | 51        | 17        | 16        | 33        | 17        | 34        |
| Sergej Zinovjev      | Novokuznetsk     |           | Ak Bars Kazan        |           |           |           |           |           |           |
| Aleksandr Radulov    | Nizjnij Tagil    |           | Salavat Julajev Ufa  |           |           |           |           |           |           |
| Maksim Afinogenov    | Moskva           |           | Buffalo Sabres       |           |           |           |           |           |           |
| Ilja Kovaltjuk       | Tver             |           | Atlanta Thrashers    |           |           |           |           |           |           |
| Alexej Morozov       | Moskva           |           | Ak Bars Kazan        |           |           |           |           |           |           |

 Statistiken är bekräftad, då de medverkat från Seniorklubbarna
Se: Spelartrupper under världsmästerskapet i ishockey för herrar 2009

## Meriter

### olympiska spelen
- 1994 - 4:e plats
- 1998 - 2:a plats
- 2002 - 3:e plats
- 2006 - 4:e plats
- 2010 - 6:e plats
- 2014 - 5:e plats
- 2018 - 1:a plats
- 2022 - 2:a plats

### World Cup i ishockeygenom tiderna
- 1996 - Förlorare semifinal
- 2004 - Förlorare kvartsfinal
- 2016 - Fjärde plats

### Världsmästerskap
- 1992 - 5:a
- 1993 -  Guld
- 1994 - 5:a
- 1995 - 5:a
- 1996 - 4:a
- 1997 - 4:a
- 1998 - 5:a
- 1999 - 5:a
- 2000 - 11:a
- 2001 - 6:a
- 2002 -  Silver
- 2003 - 6:a
- 2004 - 10:a
- 2005 -  Brons
- 2006 - 5:a
- 2007 -  Brons
- 2008 -  Guld
- 2009 -  Guld
- 2010 -  Silver
- 2011 - 4:a
- 2012 -  Guld
- 2013 - 6:a
- 2014 -  Guld
- 2015 -  Silver
- 2016 -  Brons
- 2017 -  Brons
- 2018 - 6:a
- 2019 -  Brons
- 2021 - 5:a

### Övriga meriter
- Slutseger i Euro Hockey Tour säsongerna 2004/2005, 2005/2006, 2007/2008, 2008/2009 och 2010/2011.

## VM-statistik

### 1992-2006
| VM-Turneringar    | Matcher | Segrar | Oavgjorda | Förluster | Gjorda mål | Insläppta mål | Poäng |
| ----------------- | ------- | ------ | --------- | --------- | ---------- | ------------- | ----- |
| A-VM              | 106     | 60     | 12        | 34        | 387        | 245           | 132   |
| B-VM/Division I   | 0       | 0      | 0         | 0         | 0          | 0             | 0     |
| C-VM/Division II  | 0       | 0      | 0         | 0         | 0          | 0             | 0     |
| D-VM/Division III | 0       | 0      | 0         | 0         | 0          | 0             | 0     |

### 2007-
| VM-Turneringar | Matcher | Segrar | Förluster | Sudden deaths-/Straffläggningssegrar | Sudden deaths-/Straffläggningsförluster | Gjorda mål | Insläppta mål | Poäng |
| -------------- | ------- | ------ | --------- | ------------------------------------ | --------------------------------------- | ---------- | ------------- | ----- |
| VM             | 83      | 65     | 10        | 5                                    | 3                                       | 340        | 160           | 208   |
| Division I     | 0       | 0      | 0         | 0                                    | 0                                       | 0          | 0             | 0     |
| Division II    | 0       | 0      | 0         | 0                                    | 0                                       | 0          | 0             | 0     |
| Division III   | 0       | 0      | 0         | 0                                    | 0                                       | 0          | 0             | 0     |

- ändrat poängsystem efter VM 2006, där seger ger 3 poäng istället för 2 och att matcherna får avgöras genom sudden death (övertid) och straffläggning vid oavgjort resultat i full tid. Vinnaren får där 2 poäng, förloraren 1 poäng.